# Vanguard: Saga of Heroes
Vanguard: Saga of Heroes är ett MMORPG utvecklat av Sigil Games Online. Handlingen utspelar sig i en fantasy-värld kallad Telon där man kan välja mellan 17 klasser och 19 raser att spela. Spelet släpptes 30 januari 2007 och den 10 september 2008 släpptes en stor uppdatering (Game Update 6) som fixade till en massa buggar och utökade spelvärlden med bl.a. flygande riddjur (mounts), nya raid dungeons och en ny ö (Isle Of Dawn). Allt för att locka tillbaka gamla spelare och finna nya att börja prenumerera på spelet.
Spelet stängdes ner av Sony Online Entertainment den 31 juli 2014.